# Новостройка (Кузнецкий район)
Новостро́йка — деревня в Кузнецком районе Пензенской области. Входит в состав Комаровского сельсовета.

## География
Деревня находится в восточной части Пензенской области, на расстоянии примерно 21 км (по прямой) к юго-востоку от города Кузнецк, административного центра района.

### Часовой пояс
Деревня Новостройка, как и вся Пензенская область, находится в часовой зоне МСК (московское время). Смещение применяемого времени относительно UTC составляет +3:00.

## Население
| 1959 | 1979 | 1989 | 1996 | 2002 | 2010 |
| ---- | ---- | ---- | ---- | ---- | ---- |
| 202  | ↗226 | ↘134 | ↗157 | ↘111 | ↘66  |

### Национальный состав
Согласно результатам переписи 2002 года, в национальной структуре населения русские составляли 70 % из 111 чел.